# Immunity Incorporated
Immunity Incorporated (doorgaans afgekort als Immunity Inc. of Immunity) is een Amerikaans bedrijf dat zich specialiseert in software die gebruikt wordt voor informatiebeveiliging. Het bedrijf is vooral bekend geworden met het softwarepakket CANVAS, waarmee de beveiliging van computers en netwerken geautomatiseerd onderzocht kan worden. Immunity Inc. is in 2002 opgericht en heeft sinds 2005 zijn hoofdkwartier in Miami Beach, Florida.
De activiteiten van Immunity concentreren zich voornamelijk op het verbeteren van de beveiligingssoftware, de verkoop hiervan en het verzorgen van informatie over beveiliging ten behoeve van het publiek. Verder levert het bedrijf ook diensten aan bedrijven en overheden, zoals penetration tests en security audits. Ook organiseert het bedrijf conferenties over informatiebeveiliging in Miami Beach, onder de naam INFILTRATE. Immunity verzorgt cursussen onder namen als Unethical Hacking, 'Virtual CANVAS Training' en Immunity Master Class.
Hoewel het softwarepakket CANVAS niet gratis is, biedt het bedrijf ook gratis software aan die is vrijgegeven onder de GNU General Public License, een gratis licentievorm. Voorbeelden van gratis software zijn: pyREtic, TCIS, MOSDEF, DR RootKit, Ply, Unmidl, libdisassemble, SPIKE, SPIKE Proxy, Unmask en Sharefuzz.